# 阿格雷茲區
阿格雷茲區（俄语：Агрызский район），是俄羅斯的一個區，位於該國西部，由韃靼斯坦共和國負責管轄，面積1,796.6平方公里，2010年人口36,626，人口密度每平方公里20.39人。